# Еллі Гейз
Бріттані Стуртевант (нар. 10 травня 1987 року, Монтана, США), відома як Е́ллі Гейз (англ. Allie Haze; — американська порноакторка.

## Порноіндустрія
У 2011 році підписала контракт із порностудією Vivid Entertainment..
На Каннському кінофестивалі 2011 року було оголошено, що вона стане наступною Еммануель, знімаючись під псевдонімом Бріттані Джой.
2013 року стала однією з 16 акторок документального фільму Дебори Андерсон «Збуджена» (англ. «Aroused»).

## Нагороди
- 2011 AVN Award перемога — Most Outrageous Sex Scene — Enema Boot Camp[10]
- 2011 AVN Award — Best All-Girl Couples Sex Scene номінація — She's My Man 7[11]
- 2011 AVN Award номінація — Best New Starlet[11]
- 2011 AVN Award номінація — Best Three-Way Sex Scene (G/G/B) — Speed[11]
- 2011 XRCO Award перемога — New Starlet[12]
- 2011 XBIZ Award номінація — New Starlet of the Year[13]